# Inocencio González
Inocencio González (ur. 28 marca 1929, zm. 17 marca 2004) – piłkarz paragwajski, napastnik.
Jako piłkarz klubu Sportivo Luqueño wziął udział w turnieju Copa América 1953, gdzie Paragwaj zdobył tytuł mistrza Ameryki Południowej. González zagrał w dwóch meczach z Brazylią, które zadecydowały o zdobyciu mistrzowskiego tytułu. W obu spotkaniach wszedł na boisko, zastępując Antonio Gómeza.